# 舒元舆
舒元輿（791年—835年），字升遠。婺州東陽（今浙江金華市）人。
唐元和八年（813年）進士，初授鄂縣縣尉，以幹練知名。其弟舒元褒、舒元肱、舒元迥，皆第进士。宰相裴度薦元舆為興元書記，作文以檄豪健聞名。當時宦官專權，故作《養狸述》一文。拜監察御史，遷刑部員外郎，改著作郎。文宗時，官同中书门下平章事。因與李訓、鄭注謀誅宦官，事機不密，於甘露之變中腰斬。全族被誅。
舒元舆曾作《牡丹赋》，时人认为写得好。后来唐文宗赏牡丹时，吟诵其中词句，为舒元舆落泪哀悼。